# Metro van Philadelphia
De metro van Philadelphia is een set van spoorlijnen in en rondom Philadelphia in de Verenigde Staten. Het bestaat uit vier verschillende lijnen, waarvan er drie metrolijnen zijn en één ondergrondse tramlijn. De lijnen worden beheerd door de SEPTA met uitzondering van de PATCO Speedline. Daarnaast is er de Norristown High Speed Line, die juridisch een tramlijn is maar voeding krijgt via een derde rail en geen overwegen kent.

## Geschiedenis

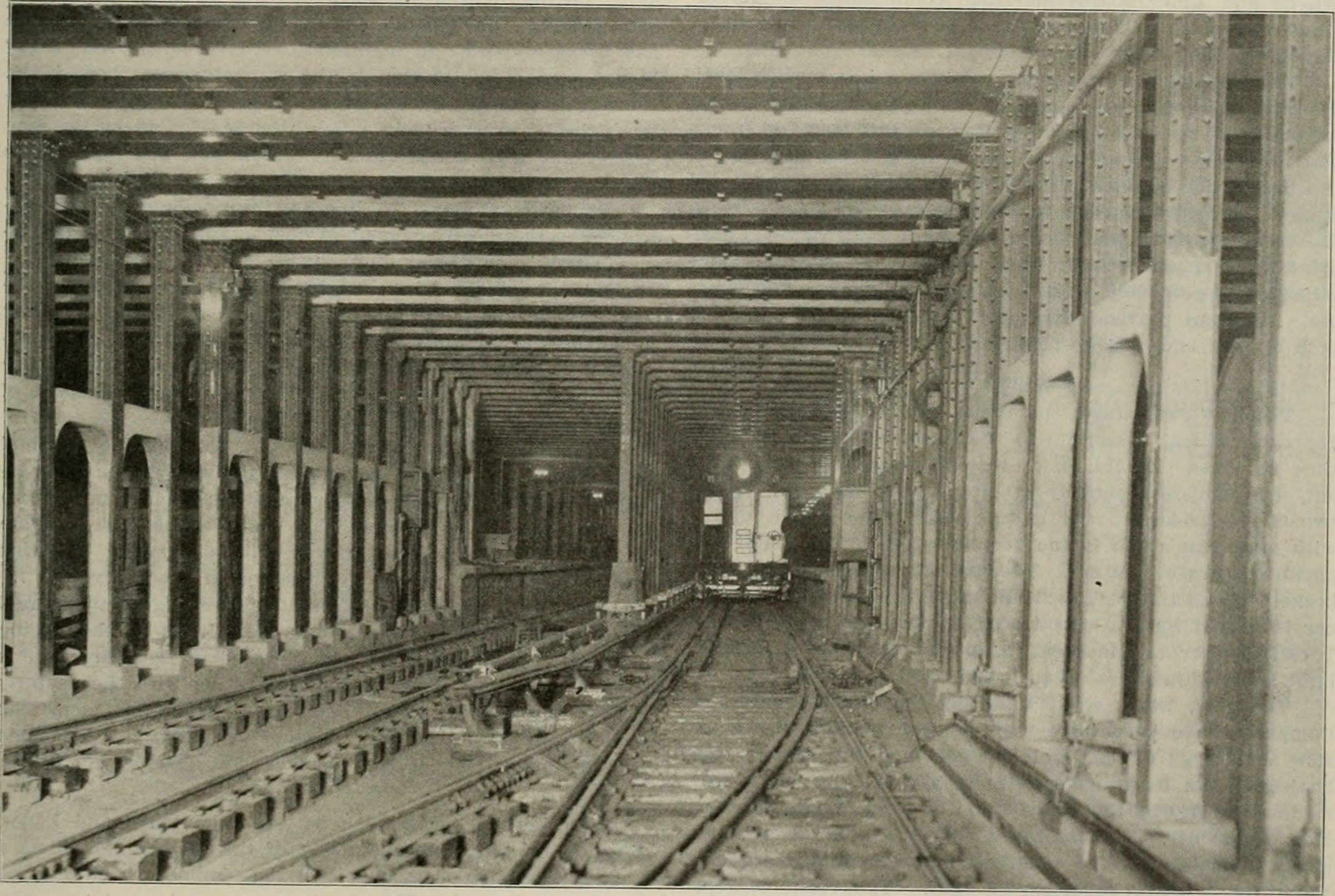
Metrotunnel voor aanvang van de opening.

De eerste plannen voor de metro van Philadelphia dateren al uit het laatste decennium van de negentiende eeuw. De stadsbestuurders wilden in navolging van steden als Chicago, Boston en met name New York. In hun eerste plannen zou het centrum van de metro van Philadelphia het stadhuis worden.
Met de eerste werkzaamheden werd in 1903 begonnen en zou tot 1905 duren voor de overspanning van de Schuylkill River en in 1904 werd begonnen met de aanleg van het tweede gedeelte. De lijn werd op 4 maart 1907 in gebruik genomen en zou tussen Market Street en het stadhuis rijden. In 1908 werd het eerste ondergrondse deel van de metro geopend en was daar mee de derde stad van de Verenigde Staten die dit kreeg. De metro van Philadelphia werd gefinancierd door middel van privaat geld en niet door openbare fondsen, wat redelijk uniek is.
In 1915 werd een tweede lijn ontworpen, de Broad Street Line, en in navolging van deze plannen werd de eerste lijn uitgebreid tot aan de huidige Frankford Terminal. De nieuwe lijn werd uiteindelijk in 1928 geopend en weldra zou ook deze lijn verder uitgebreid worden. Eerst naar Walnust Locust in 1930 en twee jaar later naar Lombard South.
In de jaren dertig kwam ook de eerste PATCO Speedline tot stand waarmee Philadelphia werd verbonden met Camden (New Jersey). Gedurende de twintigste eeuw zouden de verschillende lijnen diverse malen worden uitgebreid.

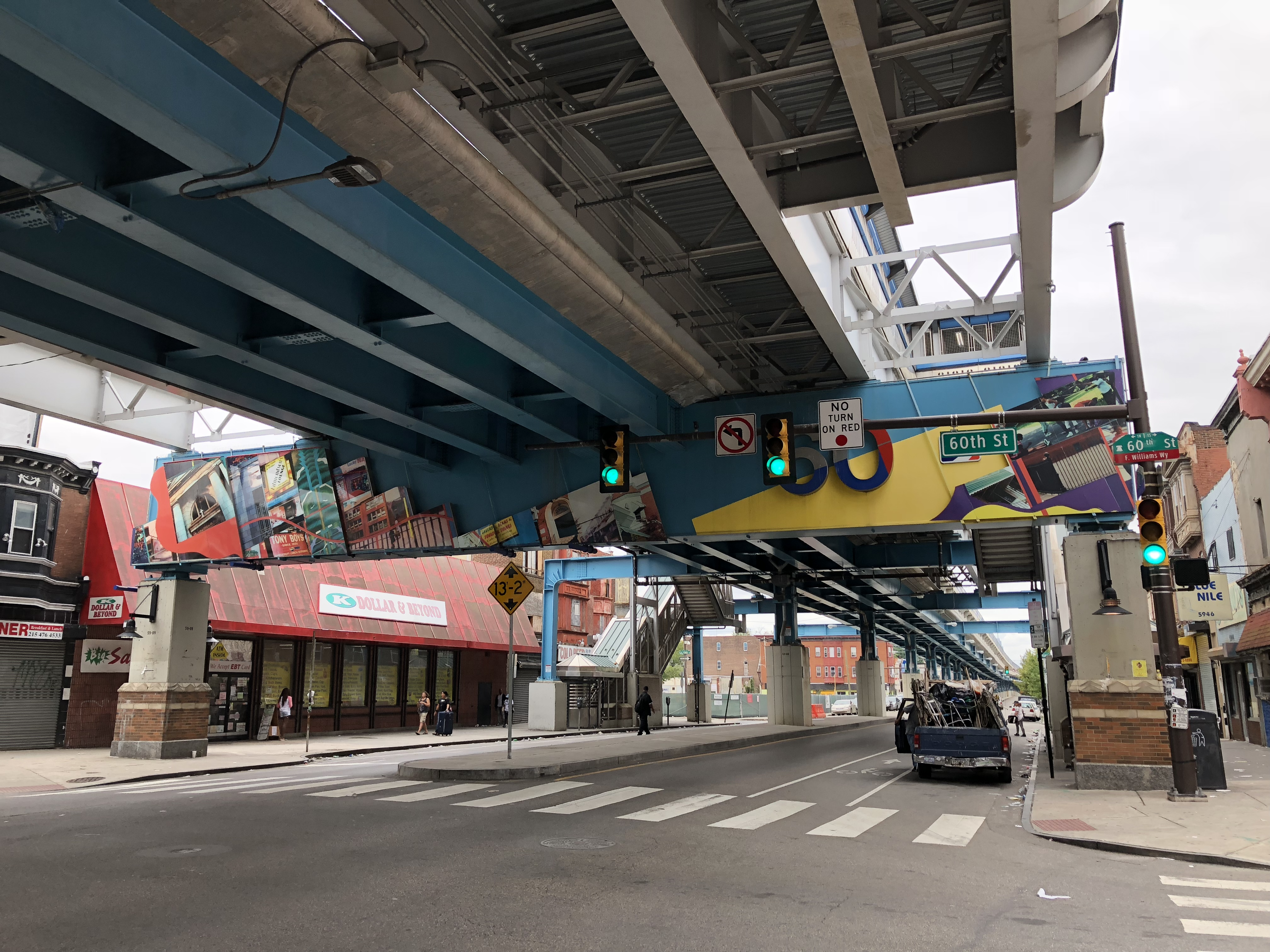
De Market-Frankford Line boven de Market Street.

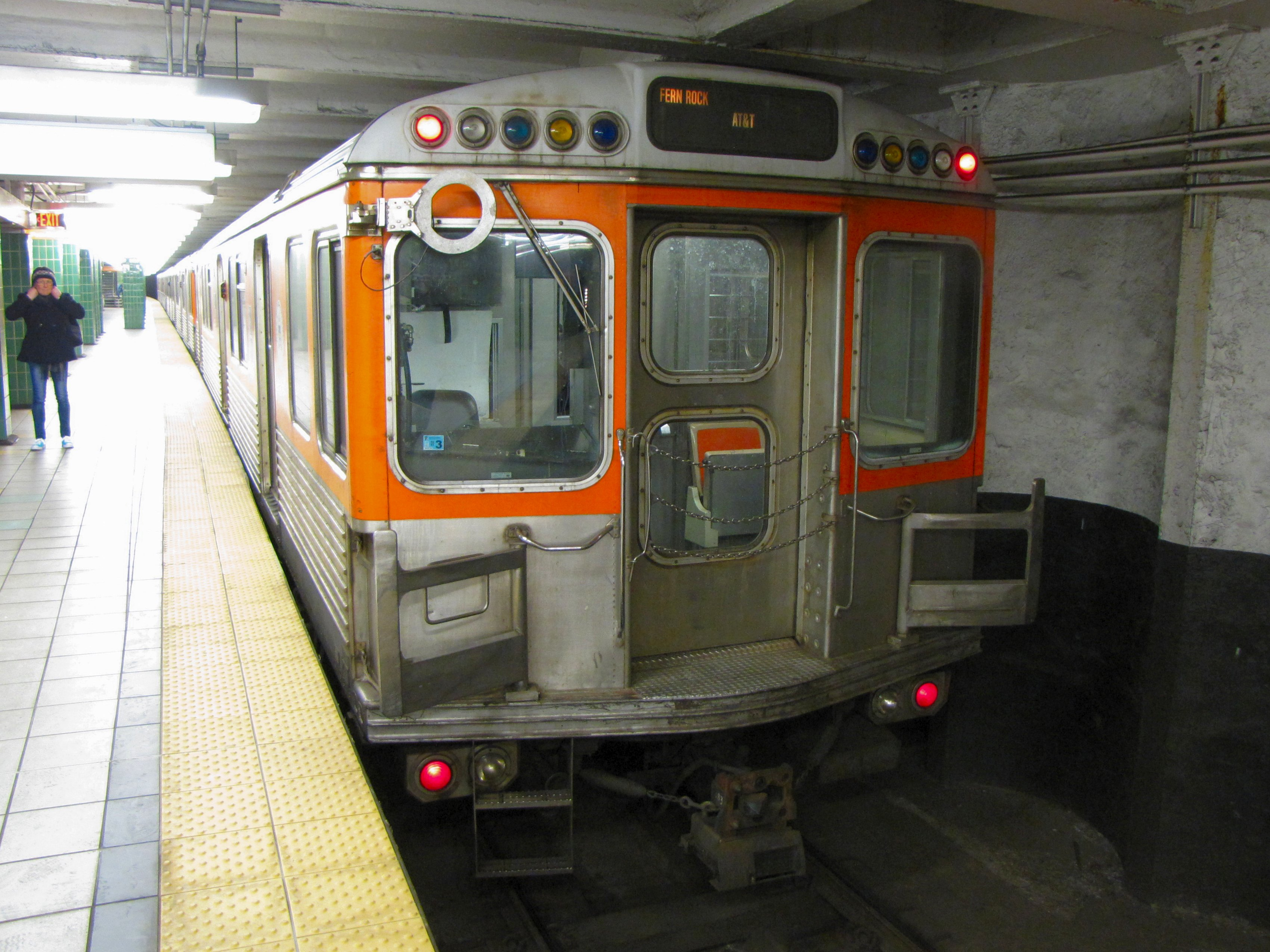
Een metrotrein van de Broad Street Line

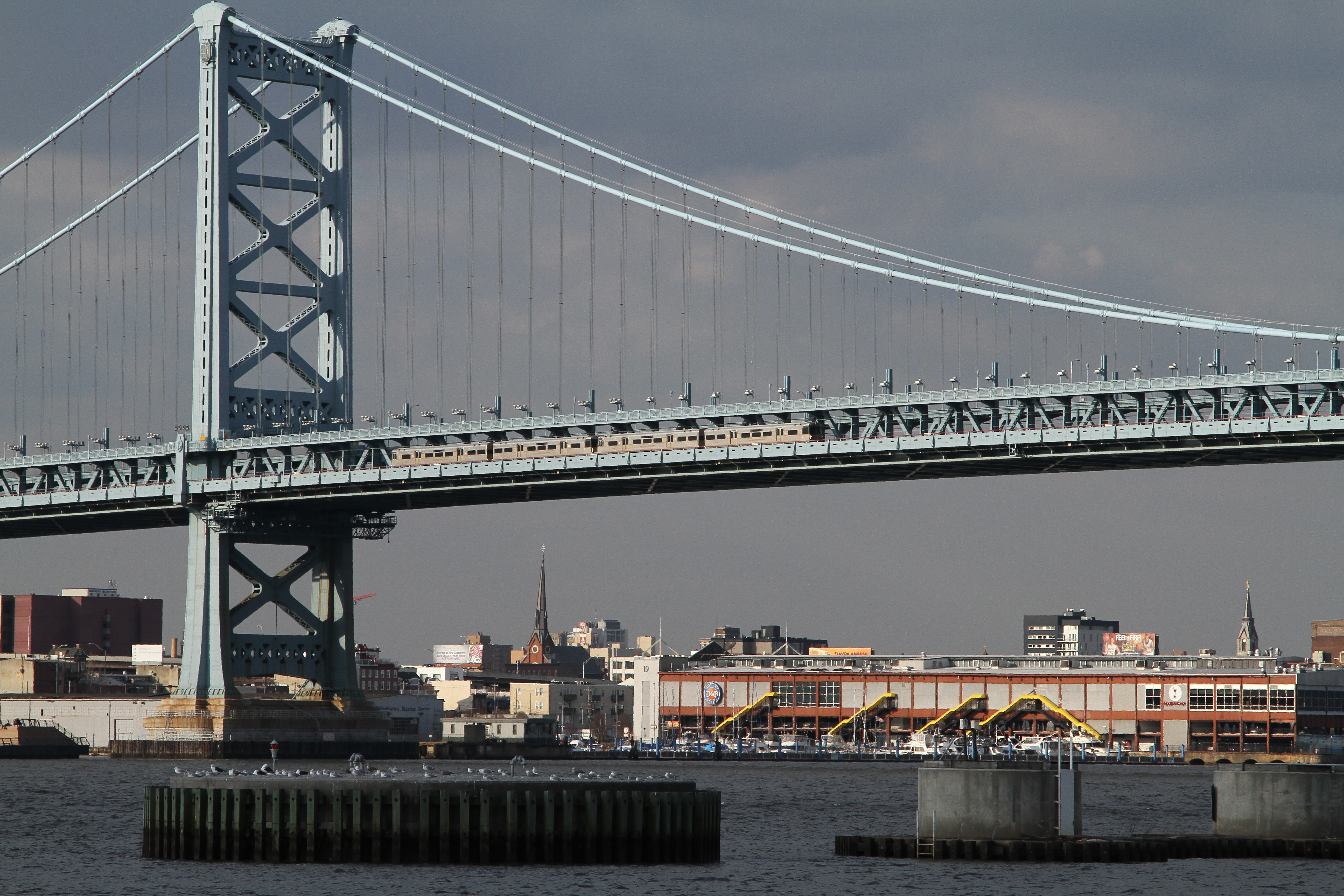
Benjamin Franklin Bridge met een PATCO-metro.

## Netwerk

### Market-Frankford Line
De Market-Frankford Line is te herkennen aan de blauwe kleur en is de oudste lijn van het netwerk. De route verbindt het westen met het oosten van de stad en rijdt onder meer langs 30th Street Station waar de metro aansluiting heeft op de Amtrak. De totale reistijd van het ene eindpunt naar het andere bedraagt 39 minuten.

### Broad Street Line
De Broad Street Line is de oranje lijn op kaarten en loopt bijna volledig ondergronds van noord naar zuid, behalve bij het eindpunt bij het Fern Rock Transportation Center. De totale rit tussen beide eindpunten bedraagt 36 minuten. Bij het station van Walnust-Locust wordt aansluiting gemaakt op de PATCO Speedline. Er is een korte zijtak met de naam Broad Ridge Spur.

### Subway-Surface Line
De Subway-Surface Line is een ondergrondse tramtunnel in het centrum van Philadelphia die richting het westen weer bovengronds gaat. Deze tunnel heeft een gedeeltelijke samenloop met de Market-Frankford Line waar op drie stations overgestapt kan worden. De tunnel heeft maar acht ondergrondse stations en is slechts 3,8 kilometer lang. De vijf tramlijnen waaieren in het Westen naar de buitenwijken uit.

### PATCO Speedline
De PATCO Speedline wordt beheerd door de Port Authority Transit Corporation. Het eindpunt van de lijn bevindt zich op de kruising van 16th Street en Locust Street. Het loopt vanaf daar naar het oosten en steekt bij de Benjamin Franklin Bridge de Delaware over voor het Camden in New Jersey bereikt. Het is ook de enige metrolijn die 24 uur per dag en zeven dagen per week rijdt. De totale rit duurt 26 minuten.